# Érsekvadkert
Érsekvadkert is een plaats (község) en gemeente in het Hongaarse comitaat Nógrád. Érsekvadkert telt 3746 inwoners (2007).